# Eleições estaduais no Paraná em 1955
As eleições estaduais no Paraná em 1955 aconteceram em 3 de outubro como parte das eleições gerais em nove estados cujos governadores exerciam um mandato de cinco anos em simetria com o mandato presidencial. No caso paranaense foi eleito apenas o governador Moisés Lupion, pois inexistia o cargo de vice-governador e houve eleições parlamentares em 1954.
Natural de Jaguariaíva, Moisés Lupion residiu em Curitiba e São Paulo onde se formou em Contabilidade pela Fundação Escola de Comércio Álvares Penteado. De volta ao Paraná fixou-se em Piraí do Sul onde dedicou-se ao comércio e à agricultura até ingressar na indústria madeireira e firmar-se como empresário. Sua vida política começou nos estertores do Estado Novo quando chegou à presidência do diretório estadual do PSD no Paraná e por esta legenda foi eleito governador do estado em 1947 e senador em 1954, mandato ao qual renunciou em prol do suplente a fim de assumir o Palácio Iguaçu.
Efeito colateral da eleição ao governo estadual, a cadeira de Moisés Lupion no Senado Federal foi objeto de controvérsia, afinal seus pares concordaram em conceder-lhe uma licença de sessenta meses a fim de que o referido político pudesse assumir seu cargo no Executivo sem perder o mandato legislativo, situação vivida também por Dinarte Mariz, eleito governador do Rio Grande do Norte em 1955. Dada a repercussão negativa da manobra, os senadores aprovaram uma resolução impedindo o acúmulo de mandatos eletivos e assim os dois optaram por continuar à frente do governo de seus estados. Para ocupar a vaga em aberto foi empossado Alô Guimarães, que era suplente de Moisés Lupion. O suplente em questão era também senador efetivo e renunciou ao próprio mandato em favor de Gaspar Veloso e assim pôde ocupar o assento que pertencia ao agora governador do Paraná.

## Resultado da eleição para governador
Em relação à disputa pelo governo estadual os arquivos do Tribunal Superior Eleitoral informam o comparecimento de 474.117 eleitores, dos quais 448.966 foram votos nominais ou votos válidos. Houve também 18.458 votos em branco (4,11%) 6.693 votos nulos (1,49%).
| Candidato a governador do estado | Candidato a vice-governador | Número | Coligação                         | Votação | Percentual |
| -------------------------------- | --------------------------- | ------ | --------------------------------- | ------- | ---------- |
| Moisés Lupion PSD                | Não havia -                 | -      | PSD, PDC, PTN (nome indisponível) | 185.108 | 41,23%     |
| Mário Batista de Barros PTB      | Não havia -                 | -      | PTB, PR (nome indisponível)       | 151.152 | 33,67%     |
| Othon Mader UDN                  | Não havia -                 | -      | UDN (sem coligação)               | 66.207  | 14,74%     |
| Luís Tourinho PSP                | Não havia -                 | -      | PSP (sem coligação)               | 46.082  | 10,27%     |
| Carlos Osório PSB                | Não havia -                 | -      | PSB (sem coligação)               | 417     | 0,09%      |